# アンソニー・ラモリナーラ
アンソニー・ラモリナーラ（Anthony LaMolinara）は、映画監督、視覚効果アーティストである。『スパイダーマン2』（2004年）によりアカデミー賞視覚効果賞を獲得した。

## 主なフィルモグラフィ
- インビジブル Hollow Man (2000) アニメーションスーパーバイザー
- スパイダーマン Spider-Man (2002) アニメーションディレクター
- スパイダーマン2 Spider-Man 2 (2004) アニメーションディレクター
- Lonesome Matador (2005) 短編、監督・脚本
- ワンス・アポン・ア・タイム 闘神 Once Upon a Time (2017) 監督

## 受賞とノミネート
| 賞               | 年   | 部門           | 作品名          | 結果       |
| ---------------- | ---- | -------------- | --------------- | ---------- |
| アカデミー賞     | 2002 | 視覚効果賞     | スパイダーマン  | ノミネート |
| アカデミー賞     | 2004 | 視覚効果賞     | スパイダーマン2 | 受賞       |
| 英国アカデミー賞 | 2002 | 特殊視覚効果賞 | スパイダーマン  | ノミネート |
| 英国アカデミー賞 | 2004 | 特殊視覚効果賞 | スパイダーマン2 | ノミネート |